# Velîka Burimka, Ciornobai
Velîka Burimka (în ucraineană Велика Бурімка) este localitatea de reședință a comunei Velîka Burimka din raionul Ciornobai, regiunea Cerkasî, Ucraina.

## Demografie
Componența lingvistică a localității Velîka Burimka
     Ucraineană (95,88%)
     Rusă (4,02%)
     Alte limbi (0,05%)
Conform recensământului din 2001, majoritatea populației localității Velîka Burimka era vorbitoare de ucraineană (95,88%), existând în minoritate și vorbitori de rusă (4,02%).